# JADレコード
JADレコード（ジェイ・エイ・ディー・レコード、JAD Records）は、1967年に創設された、アメリカ合衆国のレコード・レーベルで、ジョニー・ナッシュ、プロデューサーのアーサー・ジェンキンス (Arthur Jenkins)、実業家のダニー・シムズ (Danny Sims) が共同で所有し、3人のイニシャルから社名、ロゴタイプが作られた。かつてはニューヨークに本社が置かれていた
JADレコードの契約アーティストには、ボブ・マーリー、ピーター・トッシュ、バニー・ウェイラー、リタ・マーリーらがおり、1968年から1972年にかけて長期の専属契約が結ばれていた。このほかの契約アーティストとしては、ジョニー・ナッシュ自身や、バイロン・リー、ネヴィル・ウィロビー (Neville Willoughby) や、少し後のジミー・クリフらがいた。
1996年、JADレコードは、ボブ・マーリーの初期の楽曲を基に再制作したセットを『Soul Almighty - The Formative Years Vol 1』と題してリリースした。これに続いて『Black Progress - The Formative Years Vol 2』もリリースされた。いずれのアルバムも、1960年代のボブ・マーリーのボーカル・トラックを用いつつ、リリース当時の新たなバック・トラックを付けたもので、リタ・マーリーや、ボブの息子であるジギー、ザ・メロディ・メイカーズのメンバーたちが参加していた。こうした新音源を用いたリミックスに対する反応は、あまりにも敵対的なものであり、これを受けてレーベルは、画期的な『Complete Bob Marley & The Wailers 1967 to 1972』のシリーズを、ロジャー・ステフェンスとブルーノ・ブルムのプロデュースによって、6年間をかけて240曲以上のオリジナル・トラックをリリースし、その中には100曲以上の未発表音源も含まれていた。この段階では、レーベル側の最善の努力にもかかわらず、ボックス・セット『Songs Of Freedom』の一部として既にアイランド・レコードとの契約の下に置かれていたトラックについては、許諾を得ることができなかった。しかし、数年後には、全てのトラックについて許諾を得ることが可能になり、その後リリースされた様々なセットには、こうした楽曲も含まれるようになり、2004年に衣替えしたJAD/ユニバーサル・レコード (JAD/Universal records) からリイシューされるようになった。